# Ipogeo dei Cristallini
L'ipogeo dei Cristallini è una serie di ipogei a uso cimiteriale di epoca ellenistica ubicati a Napoli nel rione Sanità.

## Storia
Tra la fine del IV e l'inizio del III secolo a.C., durante il periodo greco di Napoli, poco fuori le mura, nei pressi di un costone tufaceo nelle vicinanze dell'odierna piazza Cavour, furono costruite una serie di tombe: tuttavia col passare del tempo, il vallone entro in quale furono edificate, andò riempiendosi di detriti alluvionali per un'altezza fino a quindici metri, seppellendole.
Nel 1889 il barone Giovanni di Donato, durante uno scavo nel giardino del suo palazzo, forse per la costruzione di un pozzo o per l'estrazione di tufo, si imbatté, a una profondità di circa dodici metri, in uno degli ipogei: nel corso delle indagini archeologiche, che durarono fino al 1896, ne furono ritrovati quattro. Gli ipogei rimasero chiusi e inaccessibili; grazie ai lavori di restauro partiti il 23 settembre 2020, si poté aprire il sito al pubblico per la prima volta nel giugno 2022.

## Descrizione
Il complesso dell'ipogeo dei Cristallini, il cui nome deriva dalla strada in cui è situato, è costituito da quattro tombe, ognuna con ingresso indipendente: ogni sepolcro è simile nella struttura con una camera superiore dove venivano resi gli omaggi al defunto, pavimento quasi del tutto mancante per far posto alla scala e camera inferiore dove venivano ospitati i defunti. I corpi erano posti in klìne con cuscini e materassi scolpiti e dipinti in rosso, azzurro, viola e giallo.
Dei quattro ipogei, identificati con le prime quattro lettere dell'alfabeto, quello meglio conservato è il cosiddetto C. L'ingresso è caratterizzato da due colonne sulle quali poggia un architrave e probabilmente terminava a timpano; la sala superiore ha un tetto a doppio spiovente e un doppio fregio decorativo, uno in ordine ionico in rosso, blu e bianco e un altro nero e bianco con le raffigurazioni di grifi, fiori e teste maschili e femminili. La camera inferiore invece ha una volta a botte: sulla parete di fondo è l'altorilievo della testa di Medusa mentre sulla parete d'ingresso è l'affresco del corredo funerario composto da una brocca, due candelabri, di cui restano visibili i fusti e le basi a zampa di animale e una patera dorata sospesa, all'interno della quale sono raffigurati Dioniso e Arianna. Completano la decorazione gli affreschi di corone di alloro avvolte in fasci dorati sopra le klìne, delle pareste con capitelli e il pavimento dipinto in rosso.
Degli altri ipogei quello A era originariamente ornato con otto bassorilievi, di cui uno solo ne rimase superstite, l'ipogeo B, rinvenuto quasi intatto, ha conservato affreschi, anfore e altari e l'ipogeo D è stato invece riutilizzato durante l'epoca romana, come dimostra un'iscrizione latina ritrovata al suo interno e i numerosi loculi alle pareti.